# Calle Sancha de Lara
La calle Sancha de Lara es una céntrica calle del centro histórico de la ciudad de Málaga (España). Se trata de la primera vía perpendicular de calle Larios desde el flanco derecho. Comienza en dicha calle y acaba en calle Molina Lario en un trazado este-oeste. En esta calle y en sus cercanías se encuentran algunos de los hoteles más conocidos de Málaga, como el Hotel Don Curro, el Hotel Molina Lario, el Monte Málaga o el Málaga Palacio (situado en Molina Lario).  

## Odonimia
La calle lleva el nombre de doña Sancha de Lara y Ugarte Barrientos, cuyo nombre está ligado al de una famosa leyenda de la ciudad. La historia de Doña Sancha de Lara es una de las leyendas más conocidas de la Málaga del siglo XVII. Aristócrata residente en la plaza del Obispo, frente a la Catedral, vivía en la conocida como Casa de las Siete Cabezas. Su sobrino predilecto, Alonso Torres y Sandoval, era un joven de notable belleza y posición social, lo que le granjeaba la atención de muchas jóvenes, incluida la hija del alcalde Pedro de Olavarría. Durante una función teatral, Alonso permaneció sentado al entrar el alcalde, lo que fue interpretado como una falta de respeto. Manipulado por su esposa, el alcalde ordenó su arresto y posterior ejecución por garrote vil. Indignada por la injusticia, Doña Sancha viajó a Madrid y se presentó ante el rey Felipe IV, solicitando castigo para los responsables de la muerte de su sobrino. El monarca envió un emisario real que ordenó la ejecución en la plaza mayor de Málaga del alcalde, jueces y verdugo, sumando un total de siete personas. Como símbolo de justicia, Doña Sancha mandó esculpir una placa con siete cabezas que colocó en la fachada de su casa. Aunque la vivienda fue demolida en 1860 por amenaza de ruina, la leyenda perdura en la memoria colectiva de la ciudad.
Se propuso el nombre de Sancha de Lara para esta calle, en sustitución de Calleja de Espartería que llevaba anteriormente, el 20 de octubre de 1887.

## Historia
En época medieval se encontraba aquí el Castil de los Ginoveses. La puerta de Espartería de las antiguas murallas de Málaga se encontraba entre esta calle y la de San Juan de Dios. Es por esto que la calle se llamó calleja de Espartería antes de adoptar su nombre actual.